# Dragaljevac Donji
Dragaljevac Donji (serbisch-kyrillisch Драгаљевац Доњи) ist ein Dorf im Nordosten von Bosnien und Herzegowina. 

## Geographie und Bevölkerung
Das Dorf liegt in der Gemeinde Bijeljina in der Republika Srpska, eine der zwei Entitäten von Bosnien und Herzegowina. Dragaljevac Donji hatte bei der Volkszählung von 1991 463 Einwohner, von denen über 90 % Serben waren. Der Ort liegt westlich der Gemeindehauptstadt Bijeljina.

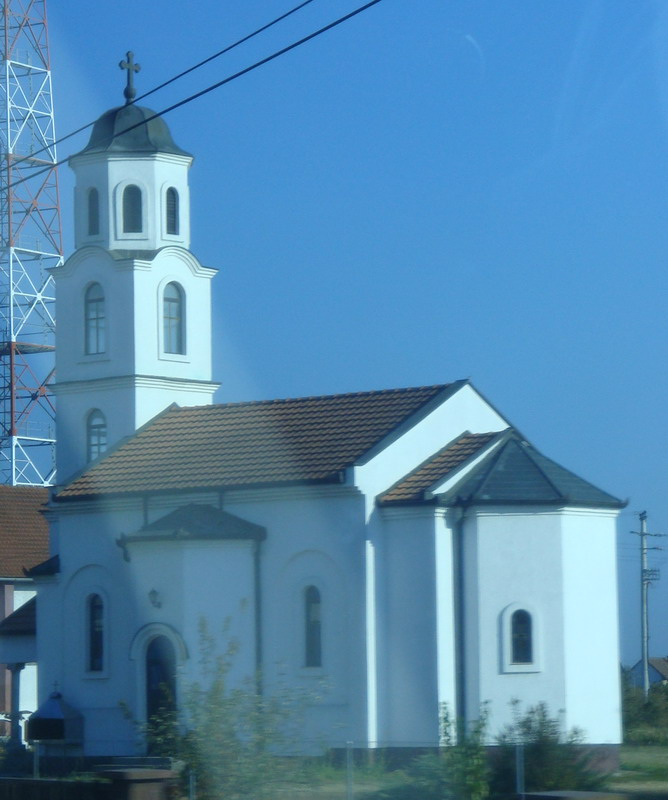
Serbisch-orthodoxe Kirche Hl. ehrwürdiger Sisoë der Große

Nachbardörfer von Dragaljevac Donji sind: Dragaljevac Srednji, Vršani, Novo Naselje und Čađavica Donja.

## Religion
Im Dorf steht die Serbisch-orthodoxe Kirche Hl. ehrwürdiger Sisoë der Große. Die Kirche wurde von 1994 bis 2000 erbaut und gehört zur Eparchie Zvornik-Tuzla der Serbisch-orthodoxen Kirche. Priester der Kirche ist Zoran Mihajlović.
In Dragaljevac Donji existiert auch einen Serbisch-orthodoxer Friedhof und im Kirchhof steht ein Denkmal für die verstorbenen Einwohner aus dem Dorf im Bosnienkrieg (1992–1995).